# الغزو العراقي للكويت
الغزو العراقي للكويت هجوم شنه الجيش العراقي على الكويت في 11 المحرم 1411هـ /2 أغسطس/آب 1990 واستغرقت العملية العسكرية يومين وانتهت باستيلاء القوات العراقية على كامل الأراضي الكويتية في 4 آب/أغسطس ثم شكلت حكومة صورية برئاسة العقيد علاء حسين خلال 4 - 8 أغسطس/آب تحت اسم جمهورية الكويت ثم أعلنت الحكومة العراقية يوم 9 أغسطس/آب 1990، ضم الكويت للعراق وإلغاء جميع السفارات الدولية في الكويت.
أما في الطائف بالمملكة العربية السعودية فقد تشكلت الحكومة الكويتية في المنفى حيث تواجد أمير الكويت الشيخ جابر الأحمد الصباح وولي العهد الشيخ سعد العبد الله الصباح والعديد من الوزراء وأفراد القوات المسلحة الكويتية.
واستمر الاحتلال العراقي للكويت فترة 7 شهور، وانتهى الاحتلال بتحرير الكويت في 26 فبراير/شباط 1991 بعد حرب الخليج الثانية.

## أسباب الصراع وجذوره

### نشأة الكويت

ولاية البصرة في عام 1897. بعد المعاهدة الأنجلو-عثمانية لعام 1913 تم إنشاء الكويت بصفة قضاء يتمتع بحكم ذاتي تابع للدولة العثمانية

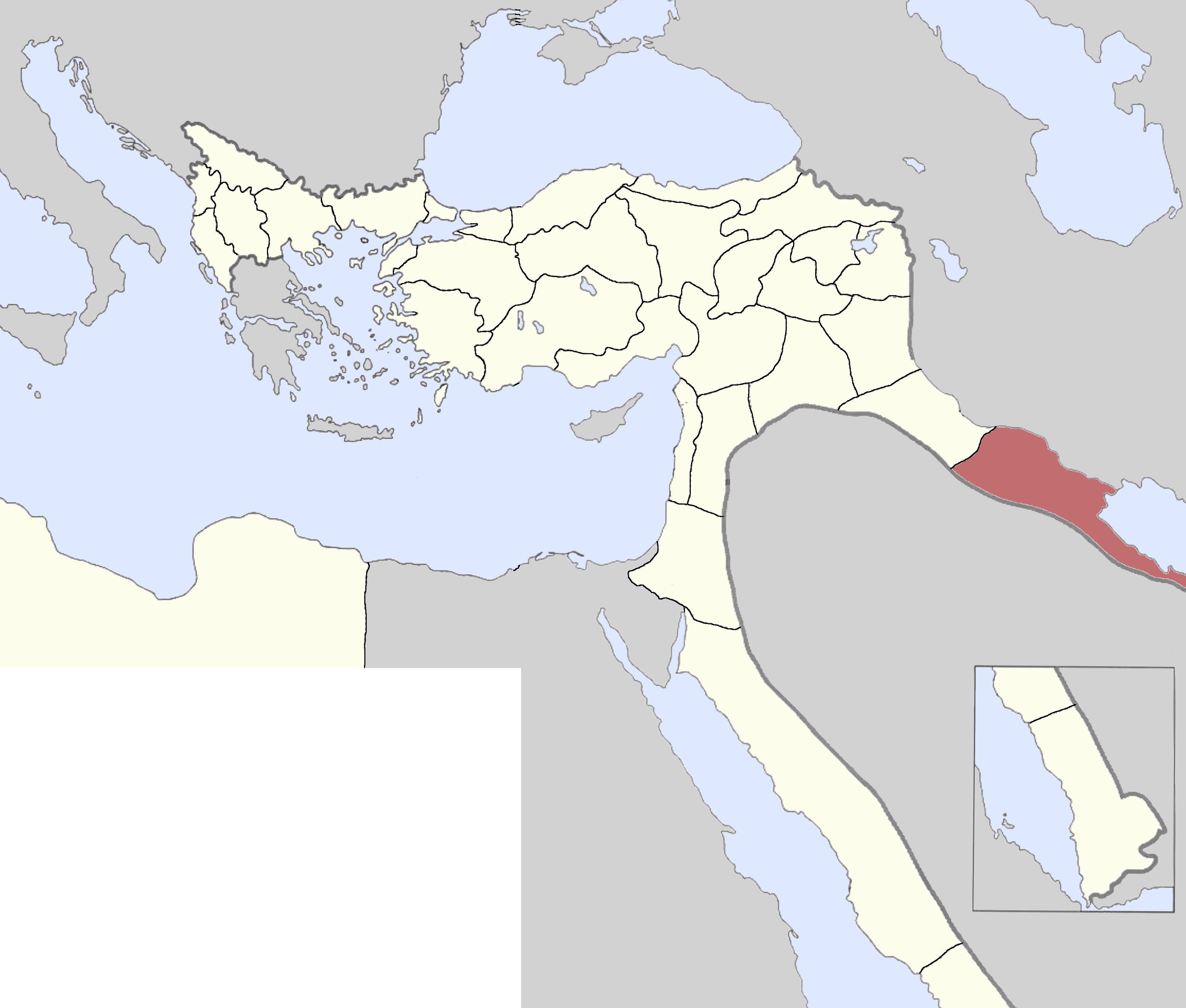
ولاية البصرة في عام 1900

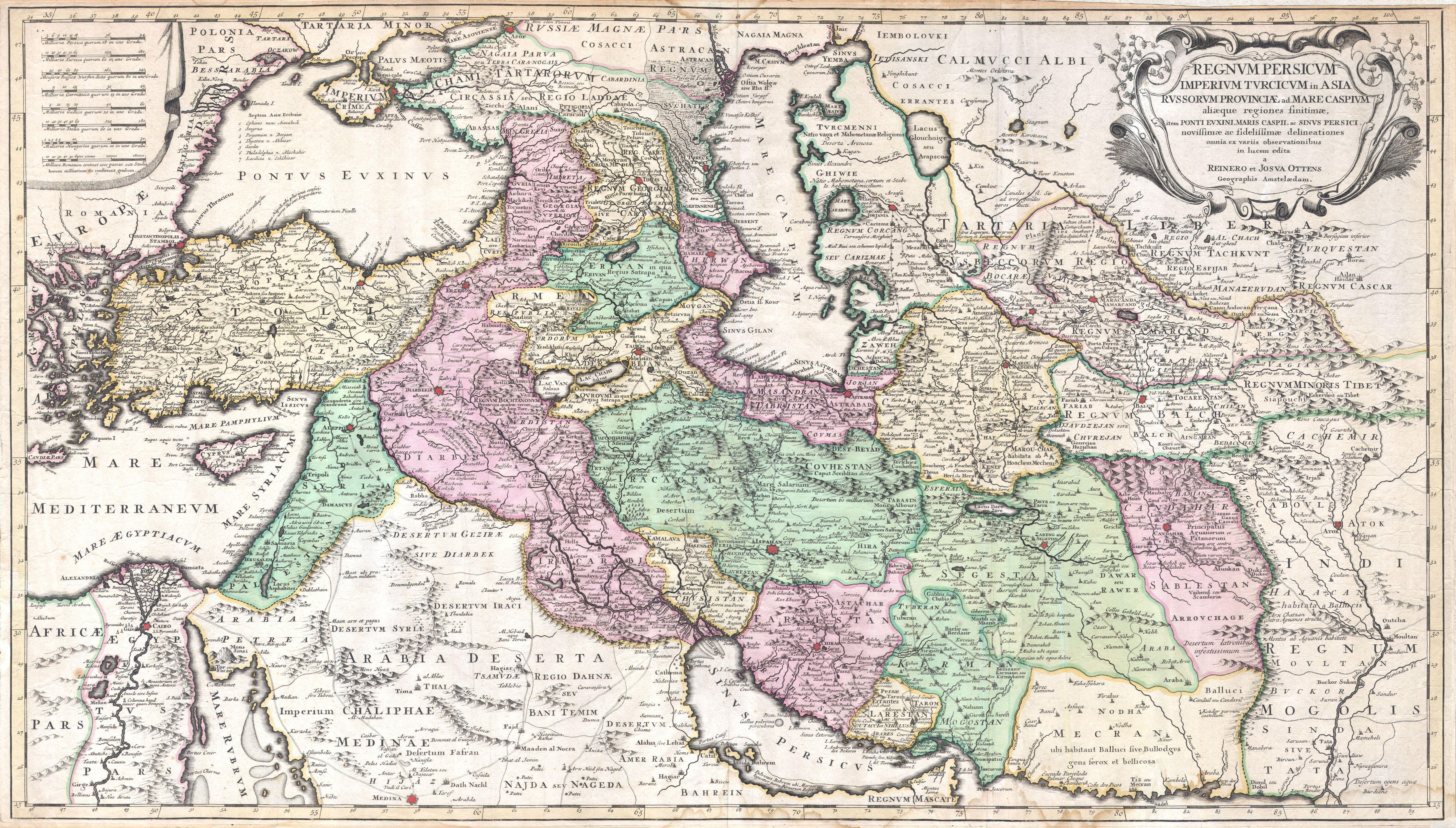
خارطة ترجع للعام 1730م لحدود الدولة العثمانية وقد كتب على الكويت اسم "portus cathema" أي ميناء كاظمة وهي خارج حدود الدولة العثمانية

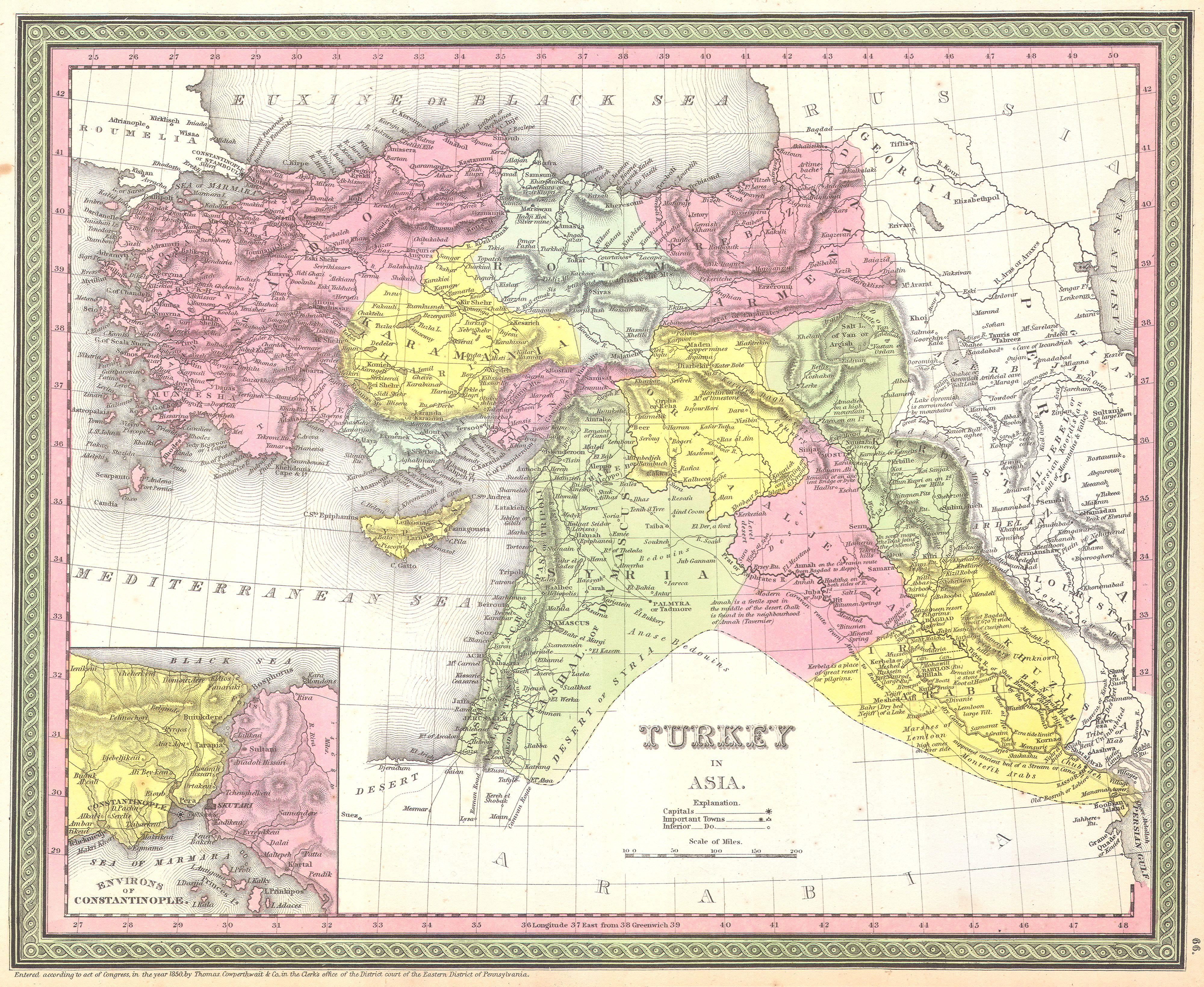
خارطة ترجع للعام 1850م لحدود الدولة العثمانية في آسيا تظهر الكويت خارج حدود الدولة العثمانية.

تمتعت الكويت باستقلال واسع تحت حكم أسرة آل صباح في ظل سيادة دولة بني خالد في الأحساء عليها خلال القرن الثامن عشر (1701-1800)، في الوقت الذي كان العراق تحت حكم مماليك العراق، وكان والي بغداد يمارس منذ عام 1704 حكما شبه مستقل في ولايته ضمن الإمبراطورية العثمانية وحكمه نافذ على كامل أراضي العراق عدا ولاية الموصل التي تحكمها أسرة آل الجليلي شبه المستقلة، استمر هذا الوضع السياسي في العراق قائما حتى عام 1831 حينما انتهى حكم المماليك في العراق واصبحت ولاية بغداد تحت الحكم المباشر للدولة العثمانية وبات منصب والي بغداد يعين مباشرة من إسطنبول وباستتباب الحكم المركزي في بغداد انهى العثمانيون حكم أل الجليلي بالموصل في 1834 وفي عام 1869 ضمت جميع ولايات العراق إلى ولاية بغداد وعين مدحت باشا واليا عليها والذي ابدى اهتماماً في بسط نفوذ العثمانيين في شرق الجزيرة العربية.
وقد أدى افتتاح قناة السويس عام 1869 في مصر إلى ازدياد اهتمام العثمانيين بالجزيرة العربية فقاموا بالاستيلاء على منطقة عسير عام 1871م  كما قام والي بغداد مدحت باشا بنفس العام بتجهيز حملة عسكرية اسفرت عن احتلال مدينتي الاحساء والقطيف التابعتين لإمارة نجد مستغلا الحرب الاهلية الدائرة بين ورثة الامام فيصل بن تركي وبحلول عام 1872 امتد نفود العثمانيين إلي قطر بعد قبولهم رفع الراية العثمانية واستبقى العثمانيون حامية عسكرية لهم في الدوحة. في المقابل أيدت الكويت جهود العثمانيين وساند حاكمها الشيخ عبد الله بن صباح حملة والي بغداد العسكرية ضد الاحساء بأسطول بحري قاده بنفسه وهو ما أشاد به مدحت باشا في مذكراته ذاكرا أن السفن الثمانين التي نقلت المؤن واللوازم الحربية كانت تابعة لحاكم الكويت  وشملت مساعدات الكويت للعثمانيين إرسال قوة برية بقيادة الشيخ مبارك الصباح للاشتراك بالحملة العسكرية العثمانية. وبعد نجاح الحملة منح مدحت باشا حاكم الكويت لقب قائم مقام مكافأة له على خدماته للدولة العثمانية وظل اللقب ينظر له كمنصب شرفي حيث تعهدت الدولة العثمانية باستمرار الكويت في الحكم الذاتي. ولم تتواجد أي إدارة مدنية عثمانية داخل الكويت ولا أي حامية عسكرية عثمانية في مدينة الكويت ولم يخضع الكويتيون للتجنيد في خدمة الجيش العثماني كما لم يدفعوا أي ضريبة مالية للأتراك. وقد كتب والي بغداد مدحت باشا في مذكراته عن الكويت ما نصه:
| الغزو العراقي للكويت | تبعد الكويت عن البصرة 60 ميلاً في البحر وهي كائنة على الساحل بالقرب من نجد وأهلها كلهم مسلمون وعدد بيوتها 6,000 وليست بتابعة لأية حكومة وكان الوالي السابق نامق باشا يريد إلحاقها بالبصرة فأبى أهلها لأنهم قد اعتادوا عدم الإذعان للتكاليف والخضوع للحكومات فبقى القديم على قدمه ونسل هؤلاء العرب من الحجاز وكانوا قبل 500 سنة قد حضروا إلى هذه البقعة وهم وجماعة من قبيلة مطير وواضع أول حجر لتلك البلدة رجل اسمه صباح وقد كثر عدد أهلها على تمادي الأيام وشيخها اليوم اسمه عبد الله بن صباح وهو من هذه القبيلة والأهالي هناك شوافع وهم يديرون أمرهم معتمدين على الشرع الشريف وحاكمهم وقاضيهم منهم فهم يعيشون شبه جمهورية وموقعهم يساعدهم على الاحتفاظ بحالتهم الحاضرة وهم لا يشتغلون بالزراعة بل بالتجارة البحرية وعندهم ألفان من المراكب التجارية الكبيرة والصغيرة فهم يشتغلون بصيد اللؤلؤ في البحرين وفي عمان وتسافر سفائنهم الكبيرة إلى الهند وزنجبار للتجارة وقد رفعوا فوق مراكبهم راية مخصوصة بهم واستعملوها زمنا طويلا وقد رفعوا فوق مراكبهم التجارية راية مخصوصة بهم واستعملوها زمناً طويلاً غير أن خوفهم من غارة الأجانب عليهم قد حدا بهم إلى رفع الرايات الأجنبية فرفع بعضهم راية الفلمنك وآخرون راية الإنكليز واعتادوا على هذه العادات بالتدريج وبدأت مقدمات الحماية الأجنبية تظهر فيهم وقبولهم الحماية الأجنبية يعد ضربة قاضية على استقلال البصرة. | الغزو العراقي للكويت |

في عام 1932م منحت المملكة المتحدة العراق استقلاله. في حين استقلت الكويت عام 1961م وبعد أسبوع واحد من إعلان استقلال الكويت عقد عبد الكريم قاسم مؤتمراً صحفيا في بغداد يطالب بالكويت مهددا باستخدام القوة، لتندلع بذلك أزمة سياسية بين البلدين عرفت أزمة عبد الكريم قاسم. وقد حاولت القيادة العراقية إضافة لمسات قومية لهذا الصراع فقامت بطرح فكرة أن الكويت كانت جزءا من العراق وتم اقتطاع هذا الجزء من قبل الإمبريالية الغربية حسب تعبيرها.
كانت ادعاءات عبد الكريم قاسم تتركز بأن الكويت كانت جزء من العراق وقام بفصلها الاستعمار البريطاني على الرغم من استقلالية الكويت من الحكم العثماني.
قامت الجامعة العربية بالتدخل لمواجهة تهديدات عبد الكريم قاسم وأرسلت قوات عربية من السعودية والجمهورية العربية المتحدة والسودان إلى الكويت.
في 4 أكتوبر 1963م اعترف العراق رسمياً باستقلال الكويت واعتراف بالحدود العراقية الكويتية 

### الخلاف على الحدود

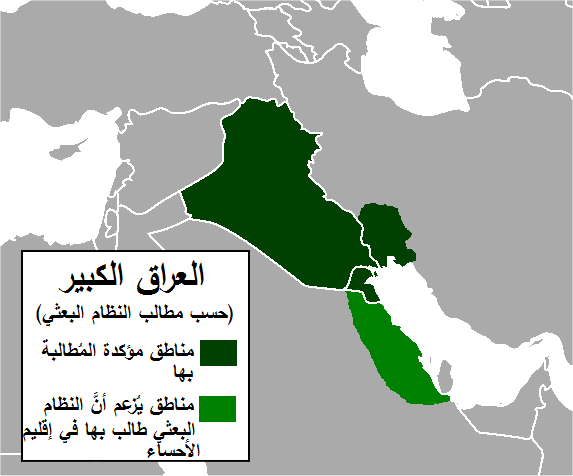
خارطة تمثل مطالبات نظام البعث بالأراضي التي يعتبرها جزءاً من العراق بما يسمى (العراق الكبير)

جاء أول ترسيم للحدود بين الكويت والدولة العثمانية عام 1913 بموجب المعاهدة الأنجلو-عثمانية لعام 1913 والتي تضمنت اعتراف العثمانيين باستقلال الكويت وترسيم الحدود. وقد نصت المادة السابعة من المعاهدة على أن يبدأ خط إشارات الحدود من مدخل خور الزبير في الشمال ويمر مباشرة إلى جنوب أم قصر وصفوان وجبل سنام حتى وادي الباطن وأن تكون تبعية جزر بوبيان ووربة وفيلكا وقاروه ومسكان للكويت، وبينت المادة السادسة أن تبعية القبائل الداخلة ضمن هذه الحدود ترجع للكويت وبعد انتهاء الحرب العالمية الأولى وهزيمة العثمانيين احتلت بريطانيا الأراضي العثمانية في العراق. وقد طالب أمير الكويت الشيخ أحمد الجابر الصباح في أبريل 1923 بأن تكون حدود هي ذات التي كانت زمن العثمانيين وقد رد المندوب السامي بالعراق السير بيرسي كوكس على طلب الكويت باعتراف الحكومة البريطانية بهذه الحدود. وقد سعت بريطانيا بتعمد تصغير ميناء العراق على الخليج لكي لا تهدد أي حكومة عراقية مستقبلية النفوذ والسيطرة البريطانية على الخليج.
في 21 يوليو 1932 أعترف رئيس وزراء العراق نوري سعيد بالحدود بين الكويت والعراق. وفي 4 أكتوبر 1963 أعترف العراق رسميا باستقلال الكويت وبالحدود العراقية الكويتية كما هي مبينة بتبادل بالرسائل المتبادلة في 21 يوليو و10 أغسطس 1932 بين رئيس وزراء العراق نوري سعيد وحاكم الكويت الشيخ أحمد الجابر الصباح 
من خلال توقيع محضر مشترك بين الكويت والعراق من خلال اجتماع حضره كل من الشيخ صباح السالم الصباح ولي العهد الكويتي آنذاك وأحمد حسن البكر رئيس الوزراء العراقي في تلك الفترة.
في عام 1991 شكل مجلس الأمن الدولي لجنة لترسيم الحدود بين البلدين ووافق العراق على الالتزام بقرارات اللجنة. وفي عام 1993 صدر قرار مجلس الأمن رقم "833" لترسيم الحدود بين الكويت والعراق واعترفت الكويت به فيما أعترف العراق بالقرار في عام 1994.

### الخلاف على إنتاج النفط
خلال الحرب العراقية-الإيرانية دعمت الكويت والسعودية العراق اقتصاديا ووصلت حجم المساعدات الكويتية للعراق أثناء الحرب العراقية-الإيرانية إلى ما يقارب 14 مليار دولار، كان العراق يأمل بدفع هذه الديون عن طريق رفع أسعار النفط بواسطة تقليل نسبة إنتاج منظمة أوبك للنفط. واتهم العراق كل من الكويت والإمارات العربية المتحدة برفع نسبة إنتاجهما من النفط بدلا من خفضه وذلك للتعويض عن الخسائر الناتجة من انخفاض أسعار النفط مما أدى إلى انخفاض النفط إلى مستوى يتراوح بين 10 و12 $ بدلاً من 18$ للبرميل. بلغ معدل إنتاج الكويت للنفط، في عام 1989، مليونا وثمانمائة ألف برميل يوميا --- متجاوزة حصتها الإنتاجية المتفق عليها في أوبك بسبعمائة ألف برميل. وقد اتهم صدام حسين في اجتماع طارئ لجامعة الدول العربية، في شهر مايو من عام 1990، الكويت بالإفراط في تزويد السوق العالمي بنفطها مما تسبب بانخفاض أسعار النفط عالميا وتقويض الحصص الإنتاجية لأعضاء منظمة أوبك، كما أن هذا الإنتاج كان يكلف العراق 14 مليار دولار سنويا. ولكن إحصائيات منظمة الدول المصدرة للنفط (أوبك) تشير إلى أن 10 دول من ضمنهم العراق لم تكن ملتزمة بحصص الإنتاج.
وبالرغم من ذلك تعهدت كل من الكويت والإمارات بالالتزام بحصص الإنتاج المقدرة بمليون ونصف برميل في 10 يوليو 1990، وصرحت الكويت في 26 يوليو 1990 بإنها خفضت إنتاجها من النفط إلى مستوى حصص منظمة أوبك. وبدأت الأحداث تأخذ منحنى تصعيدياً من قبل النظام العراقي حيث بدأ العراق بتوجيه اتهامات للكويت مفادها أن الكويت قام بأعمال تنقيب غير مرخصة عن النفط في الجانب العراقي من حقل الرميلة النفطي ويطلق عليه في الكويت حقل الرتقة وهو حقل مشترك بين الكويت والعراق. لم تكشف الكويت عن مقدار النفط الذي ضخته من حقل الرميلة، لكن العراق قدر قيمة ذلك النفط المستخرج بمليارين وأربعمائة ألف دولار أمريكي.

### الخلاف على الديون
صرح الرئيس العراقي آنذاك صدام حسين أن الحرب العراقية الإيرانية التي استمرت 8 سنوات كانت بمثابة دفاع عن البوابة الشرقية للوطن العربي حسب تعبيره وأن على الكويت والسعودية التفاوض على الديون أو إلغاء جميع ديونها على العراق، ويُقدر صندوق النقد الدولي حجم الديون العراقية للكويت بستين مليار دولار. وتعدت مطالب صدام حسين إلى طلبه من دول الخليج 10 مليارات دولار كمنحة للعراق وطلب تأجير جزيرتي وربة وبوبيان الكويتيتين. ولم تثمر الجهود الدبلوماسية في تخفيف حدة التوتر. ففي آخر شهر تموز/يوليو من عام 1990، عُقد اجتماع في مدينة جدة بين وفد كويتي يرأسه الشيخ سعد العبد الله السالم الصباح، ولي العهد الكويتي، ووفد عراقي برئاسة عزة الدوري. ونتج عن هذا الاجتماع الموافقة على تقديم الكويت منحة 9 مليارات دولار وتبرع الملك فهد بن عبد العزيز آل سعود بعشرة مليارات دولار بشرط أن يتم ترسيم الحدود بين الكويت والعراق دولياً قبل دفع أي مبلغ. وقد جاء طلب الكويت هذا إثر قيام العراق بترسيم الحدود وعقد المعاهدات والتسويات مع كل من المملكة العربية السعودية والأردن وأجل عقد معاهدات مماثلة مع الكويت كي يتم استخدام هذه القضايا كوسيلة ضغط على الأخيرة.
إحدى نتائج الحرب العراقية الإيرانية كان تدمير موانئ العراق على الخليج العربي مما شل حركة التصدير العراقي للنفط من هذه الموانئ، وكانت القيادة العراقية تأخذ في حساباتها المستقبلية احتمالية نشوب الصراع مع إيران مرة أخرى، ولكنها كانت تحتاج إلى مساحة أكبر من السواحل المطلة على الخليج العربي، فكانت الكويت أحسن فرصة لتحقيق هذا التفوق الإستراتيجي. وهناك آراء تؤمن بأن الغزو العراقي للكويت كان مؤامرة أمريكية-إسرائيلية نفذها صدام حسين ليتم تأمين والسيطرة على منابع النفط في الخليج العربي. وفي 25 يونيو 1990 التقى صدام حسين مع السفيرة الأمريكية أبريل غلاسبي والتي قالت أن أمريكا «ليس لها راي بشان صراع عربي-عربي».

## سير العمليات العسكرية للاجتياح العراقي للكويت

### الخطة العسكرية
تقوم خطة الغزو العراقية على مهاجمة الأراضي الكويتية عبر 4 محاور رئيسية بواسطة 7 فرق عسكرية من قوات الحرس الجمهوري وهي الأفضل تسليحاً وتدريباً ضمن القوات المسلحة العراقية.
محاور الهجوم وتوزيع القوات جاء النحو التالي:
1. الفرقة المدرعة حمورابي على محور صفوان - العبدلي - المطلاع - الجهراء - الكويت العاصمة تعقبها فرقة نبوخذ نصر مشاة وفرقة بغداد مشاة على نفس المحور.
2. فرقة الفاو مشاة على محور أم قصر الصبية وجزيرة بوبيان.
3. فرقة المدينة المنورة المدرعة على محور الرميلة - الأبرق - قاعدة علي السالم الجوية ثم الأحمدي في جنوب مدينة الكويت تعقبها فرقة عدنان مشاة على نفس المحور.
4. فرقة توكلنا على الله المدرعة على محور الأوسط ما بين فرقة حمورابي وفرقة المدينة المنورة وتتمركز في غرب الكويت.

### ميزان القوى

#### القوات العراقية
كانت القوات العراقية تتألف 7 فرق عسكرية من قوات الحرس الجمهوري منها ثلاثة فرق مدرعة

#### القوات الكويتية

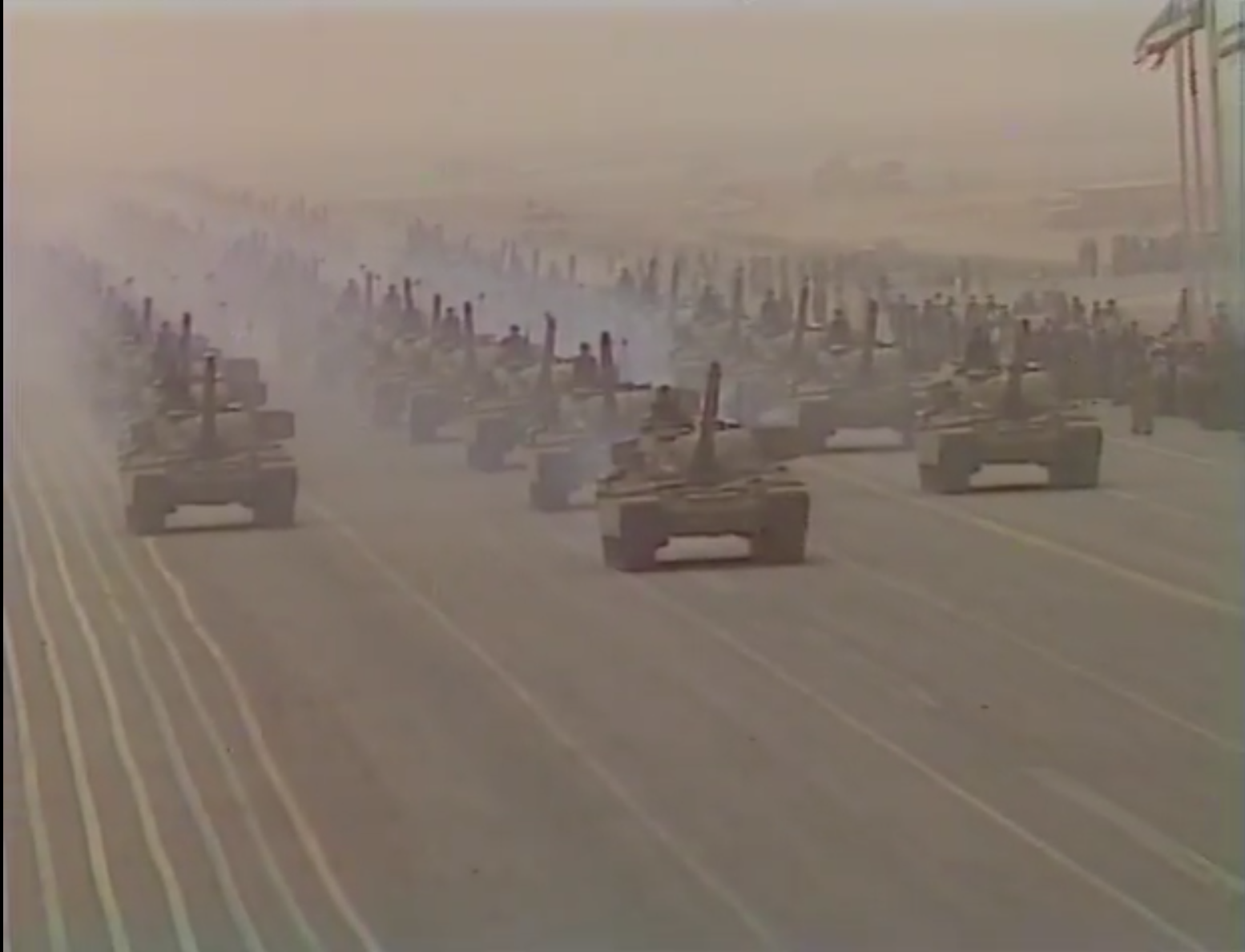
ارتال لدبابات التشيفتن الكويتية خلال عرض عسكري عام 1981، شكلت دبابات تشفتن عماد القوة المدرعة للقوات البرية الكويتية بمجموع 175 دبابة

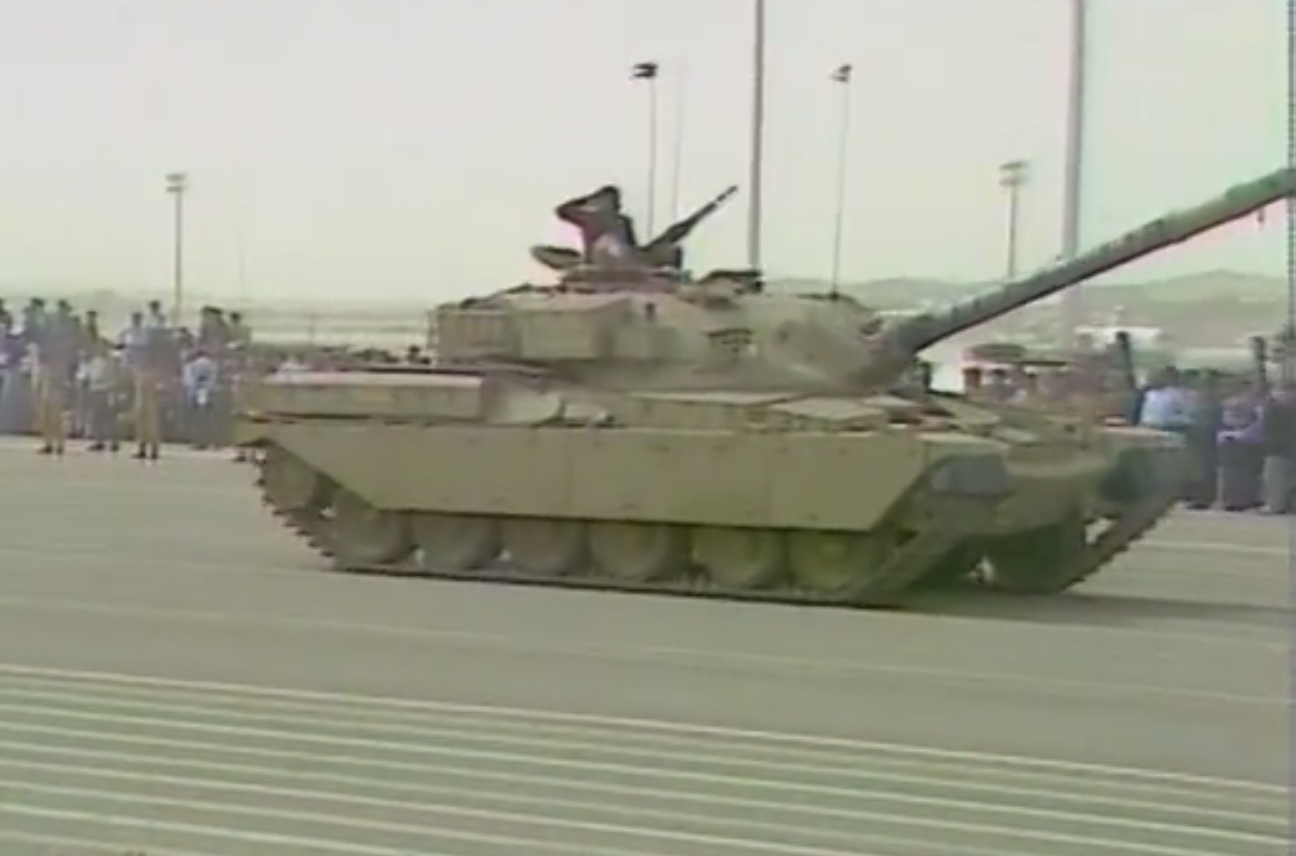
دبابة تشيفتن كويتية

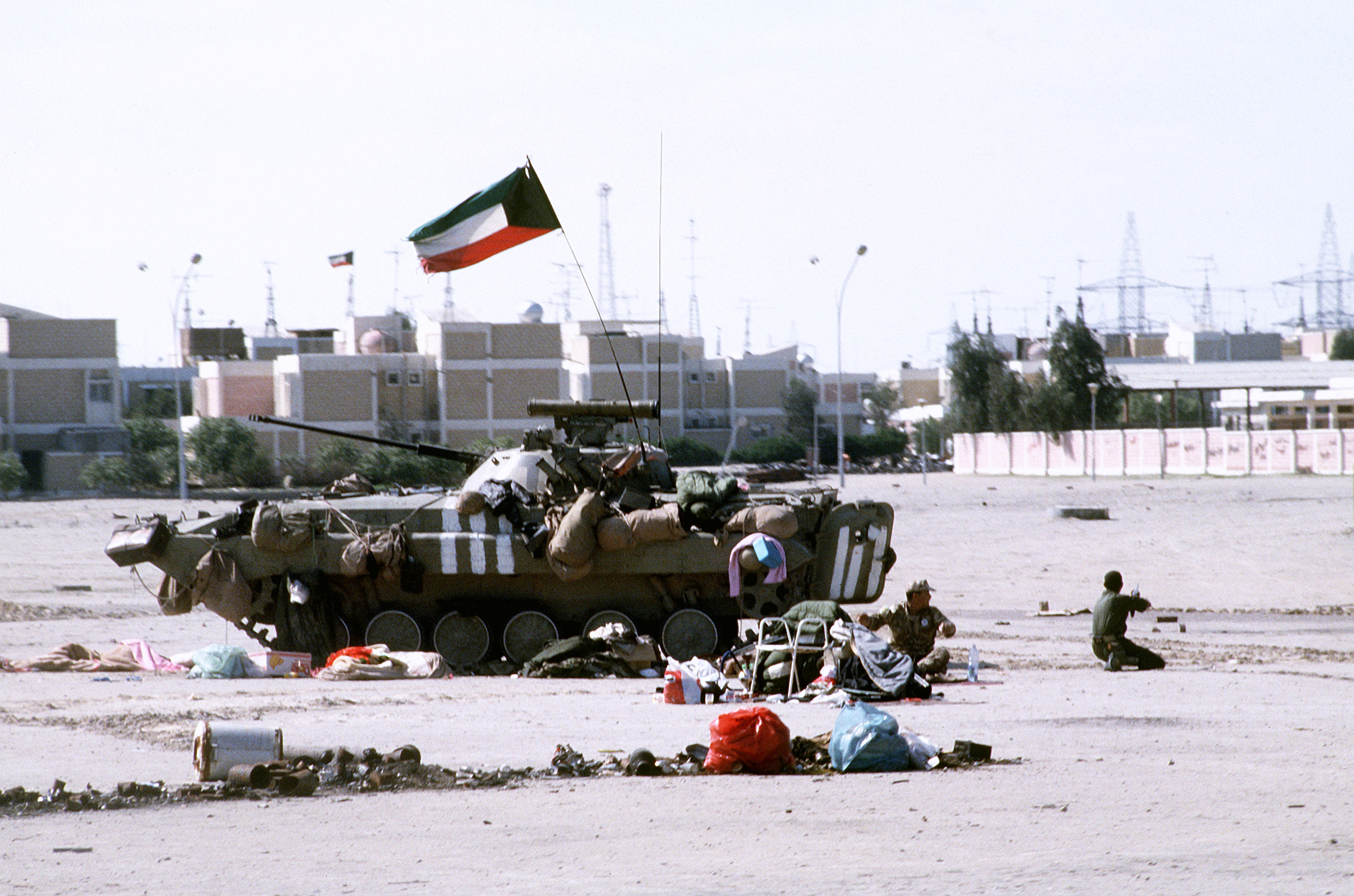
مدرعة كويتية من نوع بي إم بي-2 سوفيتية الصنع والتي شكلت التسليح الرئيسي لقوات المشاة الآلية بالجيش الكويتي بمجموع 245 مدرعة

كانت القوات البرية الكويتية تتألف من التشكيلات التالية:
- أولا: 4 ألوية مقاتلة ثقيلة هي:
  - اللواء الخامس والثلاثون المدرع (يتألف من 4 كتائب هي كتيبتي دبابات تشيفتن وكتيبة مشاة آلية بمدرعات بي إم بي-2 وكتيبة مدفعية مسلحة بمدافع إم 109 هاوتزر 155ملم)
  - اللواء الخامس عشر المدرع (يتألف من 4 كتائب هي كتيبتي دبابات تشيفتن وكتيبة مشاة آلية بمدرعات بي إم بي-2 وكتيبة مدفعية مسلحة بمدافع إم 109 هاوتزر 155ملم)
  - اللواء السادس مشاة آلي (يتألف من 4 كتائب هي كتيبتي مشاة آلية بمدرعات بي إم بي-2 وكتيبة دبابات فيكرز وكتيبة مدفعية)
  - اللواء الثمانون مشاة آلي (لواء تحت التأسيس يتألف من 4 كتائب هي كتيبتي مشاة آلية بمدرعات بي إم بي-2 وكتيبة مدرعات ألفيس صلاح الدين وكتيبة مدفعية)
- ثانيا: القوات التابعة للقيادة العامة وهي:
- لواء حرس الحدود المحمول (مشاة محمولة على سيارات نصف نقل مزودة برشاش 7.62 ملم ومجهز بقاذفات كارل جوستاف مضادة للدروع ومدفعية هاون عيار 81 ملم)
- لواء الحرس الأميري (يتألف من ثلاثة كتائب هي كتيبة مدرعات ألفيس صلاح الدين وكتيبة حراسات وكتيبة تشريفات)
- كتيبة قوات خاصة (كتيبة مستقلة)
- كتيبة صواريخ فروغ-7 ارض-ارض (كتيبة مستقلة)
- كتيبة صواريخ تاو مضادة للدروع (كتيبة مستقلة)

### الاجتياح
في 17 تموز/يوليو سنة 1990، تلقت كلُّ فرق الحرس الجمهوري العراقي أمراً بالتوجّه إلى جنوب العراق، وكان السبب المعلن «إجراء مناورات عمليات كبرى»، وفي ذلك اليوم نفسه كُلّف الحرس الجمهوري بمهمة سرية جدا باحتلال الكويت، وفي يوم 18 تموز/يوليو بدأ استحضار التعرض الميداني على الكويت، ولم يُحدّد يوم الهجوم ولا ساعته إلا يوم 31 تموز/يوليو، إذ تحدد تاريخ الهجوم أن يكون 2 آب/ أغسطس، الساعة 400، في الساعة 02:30 من فجر يوم 2 أغسطس بأمر من صدام حسين هاجمت كتيبة مشاة بحرية عراقية مدعمة بالدبابات جزيرة بوبيان من الجنوب وكان بالجزيرة حامية عسكرية كويتية وهاجمت أيضاً القوات العراقية جزيرة فيلكا و اشتبكت مع حاميتها.
في العاصمة أنزلت قوات جوية وبحرية في ساعات الغزو الأولى ودارت اشتباكات حول قصر دسمان مع قوات الحرس الأميري، في الجهراء (29 كم غرب العاصمة) اشتبكت ألوية الجيش مع القوات المتقدمة في معارك غير متكافئة مثل معركة جال اللياح ومعركة جال المطلاع ومعركة الجسور وجال الأطراف وبحلول نهاية يوم الثاني من أغسطس كانت القوات العراقية قد سيطرت على غالب الأراضي الكويتية عدا جزيرة فيلكا التي ظلت حاميتها العسكرية تدافع عنها حتى فجر يوم الجمعة الثالث من شهر أغسطس.

## ردود الأفعال
بعد ساعات من الاجتياح العراقي للكويت طالبت الكويت والولايات المتحدة بعقد اجتماع طارئ لمجلس الأمن وتم تمرير قرار مجلس الأمن الدولي رقم 660 والتي شجبت فيها الاجتياح وطالبت بانسحاب العراق من الكويت. في 3 أغسطس عقدت الجامعة العربية اجتماعاً طارئاً وقامت بنفس الإجراء، وفي 6 أغسطس أصدر مجلس الأمن قرارا بفرض عقوبات اقتصادية على العراق.
بعد اجتياح الكويت بدأت السعودية تبدي قلقها عن احتمالية حدوث اجتياح لأراضيها، وهذه الاحتمالية لعبت دوراً كبيرا في تسارع الإجراءات والتحالفات لحماية حقول النفط السعودية التي إن سيطر العراق عليها كانت ستؤدي إلى عواقب لم يكن في مقدرة الغرب تحملها.
خلال ذلك قام الرئيس العراقي بإضافة كلمة «الله أكبر» على العلم العراقي في محاولة منه لإضفاء طابع ديني على الحملة ومحاولة منه لكسب الإخوان المسلمين والمعارضين السعوديين إلى جانبه، وزاد حجم هذا الطابع الديني في الحملة الدعائية على السعودية عندما بدأت القوات الأجنبية تتدفق عليها.
في بداية الأمر صرح الرئيس الأمريكي جورج بوش الأب بأن الهدف من الحملة هو منع القوات العراقية من اجتياح الأراضي السعودية وسمى الحملة بتسمية "عملية درع الصحراء"، وبدأت القوات الأمريكية بالتدفق إلى السعودية في 7 أغسطس من عام 1990، وفي نفس اليوم الذي أعلن العراق فيه ضمه للكويت واعتبارها «المحافظة التاسعة عشر». وصل حجم التحشدات العسكرية في السعودية إلى 500,000 جندي.
في خضم هذه الحشودات العسكرية صدرت سلسلة من قرارات مجلس الأمن والجامعة العربية وكانت أهمها قرار مجلس الأمن الدولي رقم 678، والذي أصدر في 29 نوفمبر سنة 1990 والذي حدد فيه تاريخ 15 يناير من سنة 1991 موعداً نهائياً للعراق لسحب قواتها من الكويت وإلا فإن قوات الائتلاف سوف «تستعمل كل الوسائل الضرورية لتطبيق قرار مجلس الأمن الدولي رقم 660».

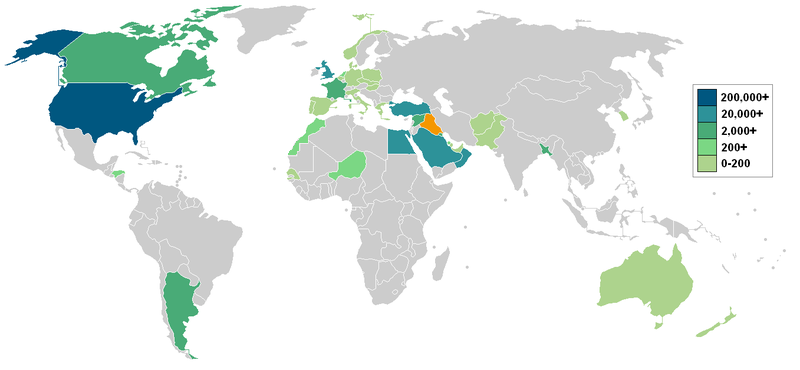
الدول المشاركة في قوات التحالف عام 1991. كلما غمق اللون الأخضر يدل على زيادة عدد القوات المشاركة.

تشكل ائتلاف عسكري مكون من 34 دولة ضد العراق لتنفيذ قرارات مجلس الأمن الخاصة بانسحاب القوات العراقية من الكويت دون قيد أو شرط، وبلغت نسبة الجنود الأمريكيين من الائتلاف العسكري حوالي 74% من العدد الإجمالي للجنود التي تم حشدهم، وقد وصل العدد الإجمالي لجنود قوات الائتلاف إلى 959,600. قامت الولايات المتحدة بعدد من الإجراءات لاستمالة الراي العام في الشارع الأمريكي إلى القبول بفكرة التدخل الأمريكي في مسألة الكويت حيث برزت أصوات معارضة للتدخل في الشارع الأمريكي وأحد هذه الإجراءات كانت إنشاء «منظمة مواطنون للكويت الحرة» والتي تم تمويلها بأموال كويتية حيث قامت بحملات إعلامية لكسب ود الشارع الأمريكي والعالمي عن طريق توظيف شركة «هيل أند نولتون» (بالإنجليزية: Hill & Knowlton) بمبلغ 11 مليون دولار. كما قامت سفارة الكويت في واشنطن برعاية العديد من برامج الإذاعة والمناسبات الرياضية في دعم القضية الكويتية ووزعت السفارة 200 ألف نسخة من كتاب «اغتصاب الكويت» على البرامج الحوارية والصحف اليومية وجنود الجيش الأمريكي. وقد وافق مجلس الشيوخ الأمريكي في 21 يناير سنة 1991 على استخدام القوة العسكرية لتحرير الكويت بموافقة 52 عضو ورفض 47. كما وافق مجلس النواب الأمريكي بموافقة 250 عضو ورفض 183.
بدأ العراق محاولات إعلامية لربط مسألة اجتياح الكويت بقضايا «الأمة العربية» فأعلن العراق أن أي انسحاب من الكويت يجب أن يصاحبه انسحاب سوري من لبنان وانسحاب إسرائيلي من الضفة الغربية وقطاع غزة وهضبة الجولان.

## في الثقافة العامة

### مسرحية سيف العرب
سيف العرب مسرحية كوميدية كويتية عرضت عام 1992، وهي تحكي عن فترة الغزو العراقي للكويت عام 1990. كتبها عبد الحسين عبد الرضا وأخرجتها رقية الكوت، وقام ببطولتها عبد الحسين عبد الرضا، حياة الفهد، خالد العبيد، مريم الصالح، أحمد جوهر وطارق العلي. تتناول المسرحية في إطار كوميدي اجتماعي، فترة الغزو العراقي على الكويت في التسعينيات، وما تعرض له الكويتيين والعراقيين على حد سوء خلال فترة العدوان، من خلال التغيرات الاجتماعية التي طرأت على كلا المجتمعين في تلك الفترة.

### مسلسل: ساهر الليل 3 وطن النهار
ساهر الليل 3 : وطن النهار هو مسلسل كويتي عرض عام 2012، ويتحدث عن ملحمة ونضال ومعاناة الكويتين أثناء الغزو العراقي، وهو الجزء الثالث من سلسلة ساهر الليل من إخراج محمد دحام الشمري وتأليف فهد العليوة، ويتكلم عن العوائل الكويتية وصراعهم للحق وحرية بلادهم. المسلسل بطولة جاسم النبهان وباسمة حمادة وهيا عبد السلام.

### فيلم أير ليفت
أيرليفت (بالإنجليزية: Airlift)، هو فيلم هندي أُنتج عام 2016، وتدور أحداث الفيلم حول قصه تستمد من الواقع، حيث يتناول الفيلم أكبر عملية اخلاء جوية للمدنيين في تاريخ البشرية، والتي حدثت في بلد الكويت للمواطنين الهنود إبان الغزو العراقي للكويت عام 1990 عقب قيام الدولة العراقية باحتلال دولة الكويت. ويروي الفيلم قصة حقيقية عن رجل الأعمال الهندي «رانجيت كاتيال» الذي كان يتخذ من الكويت مركزاً لأعماله، وكيفية تعاونه مع الحكومة الهندية إبان الأزمة لإجلاء 170 ألف شخص من الرعايا الهنود عبر تمويل عملية تسيير 88 رحلة طيران على مدى 59 يوما

## تعويضات عن الاضرار
دفعت الحكومة العراقية تعويضات إجمالية بلغت 52.4 مليار دولار كتعويض لـ 1.5 مليون مطالب لأفراد وشركات وحكومات تمكنوا من إثبات تعرضهم لأضرار بسبب الغزو، وكانت الدفعة الأخيرة من قبل لجنة التعويضات في 13 كانون الثاني/يناير 2022، وبهذا يكون العراق قد سدد للكويت كامل التعويضات المطلوب سدادها والتي أقرّتها لجنة الأمم المتحدة للتعويضات التابعة لمجلس الأمن الدولي بموجب القرار 687 لعام 1991